# Bördevogt
Der Bördevogt (auch Bördegraf) war ein gutsherrlicher Bote oder Untervogt. Die Amtsbezeichnung rührt etymologisch von dem norddeutschen Begriff „Börde“ (Kirchspiel, Gerichtsbezirk) her.